# Drosophila hendeli
Drosophila hendeli este o specie de muște din genul Drosophila, familia Drosophilidae, descrisă de Vilela și Bachli în anul 1990. Conform Catalogue of Life specia Drosophila hendeli nu are subspecii cunoscute.